# Elín Briem

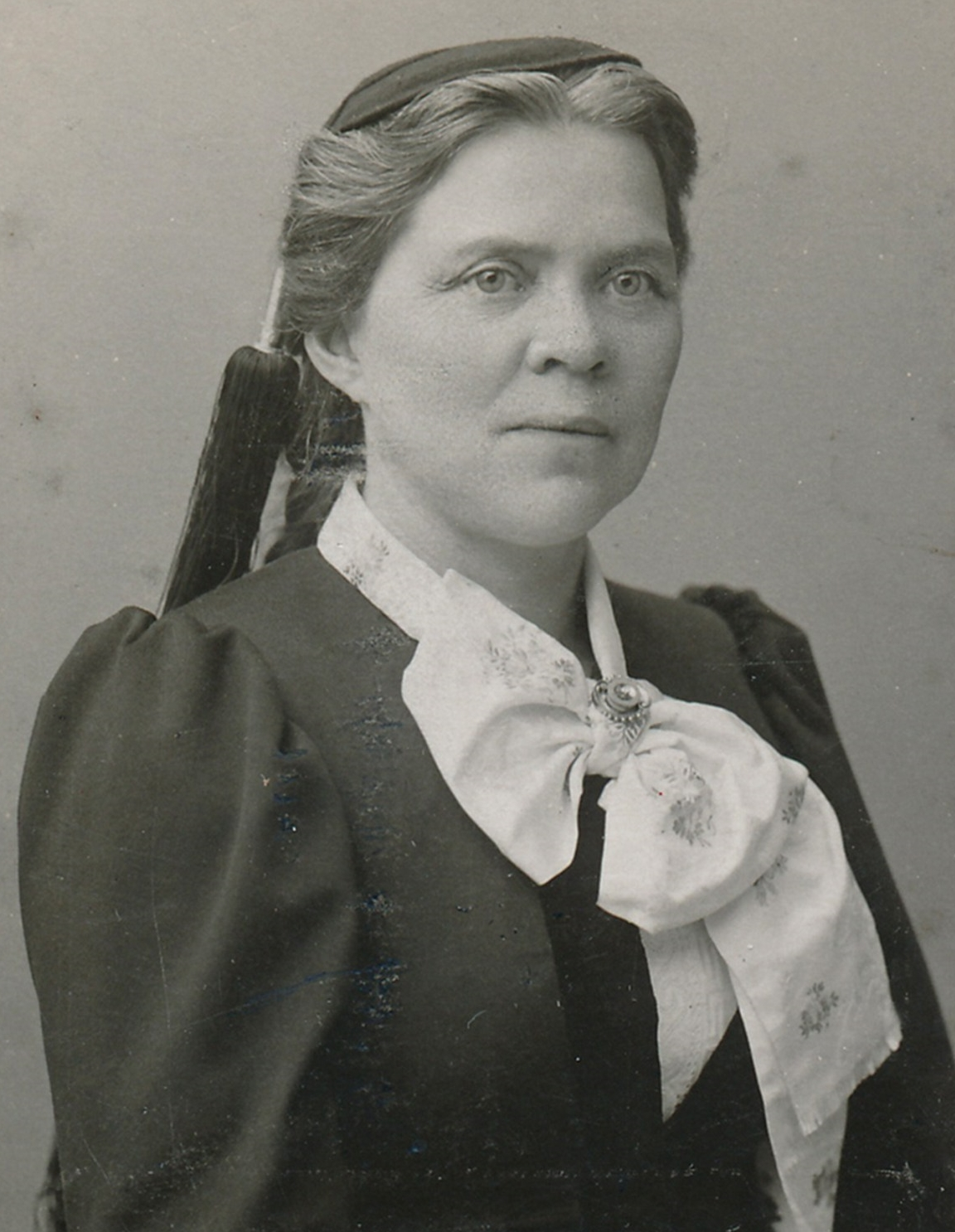
Elín Briem (1880er Jahre)

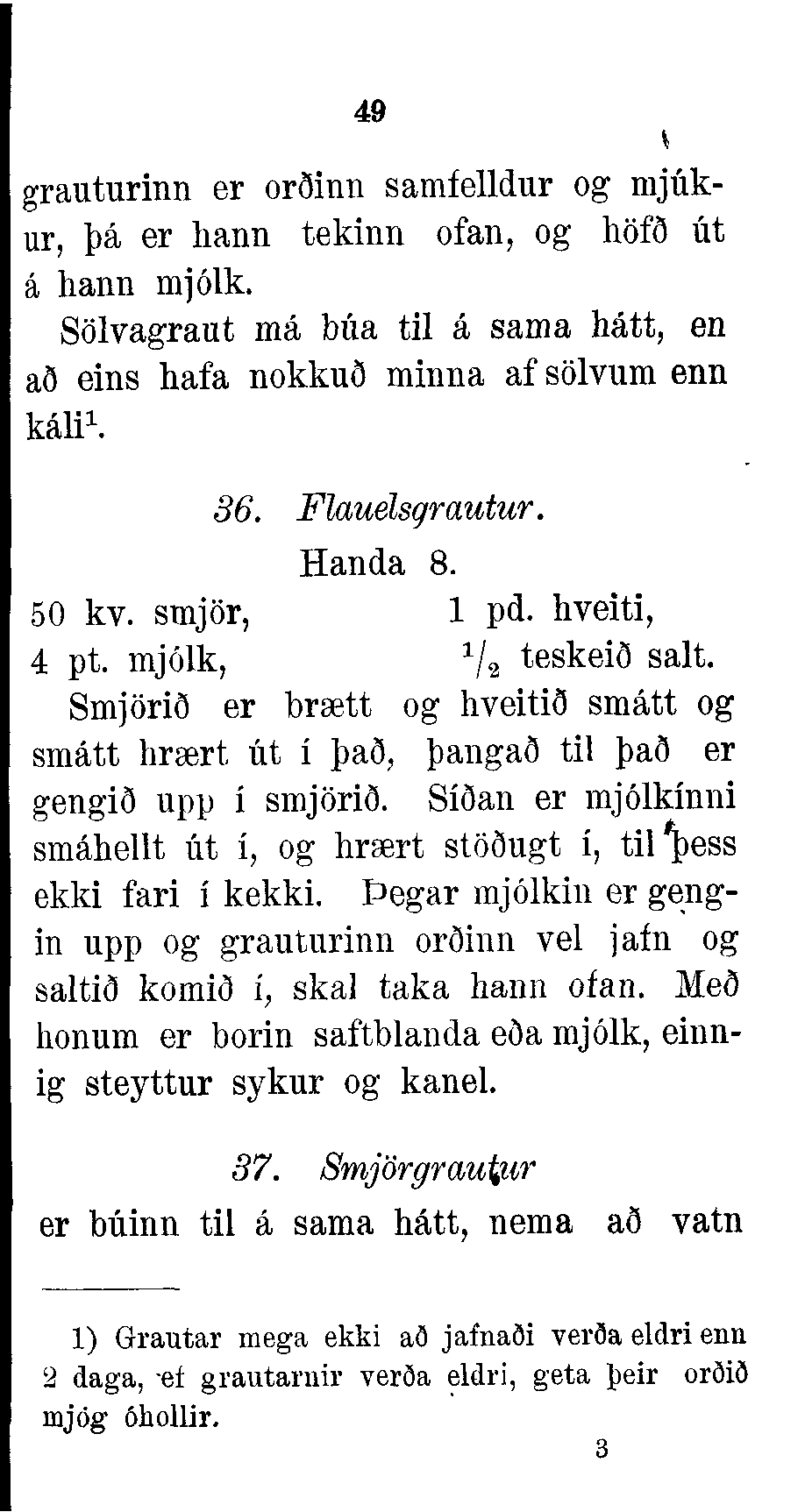
Seite 49 von Kvennafræðarinn

Elín Rannveig Briem (* 19. Oktober 1856 in Espihóll; † 4. Dezember 1937 in Reykjavík) war eine isländische Lehrerin und Autorin, die 1888 eines der populärsten Bücher Islands, Kvennafræðarinn (Die Frauenlehrerin), veröffentlichte. Das Buch war in erster Linie ein Kochbuch, enthielt aber auch Ratschläge für Hausfrauen in den Bereichen Gesundheit, Hygiene und Wirtschaft.

## Biographie
Elín Rannveig Briem war die Tochter von Ingibjörg Eiríksdóttir und von deren Ehemann Eggert Gunnlaugson Briem, der Bezirksvorsteher (sýslumaður) in verschiedenen Bezirken im nördlichen und westlichen Island war. Sie war das zehnte von insgesamt 19 Kindern der Familie. Die Familie zog häufig um und ließ sich 1872 auf dem Hof Reynistaður bei Sauðárkrókur nieder. Dort wurden die Kinder zu Hause privat unterrichtet und lernten auch Englisch, Dänisch und Deutsch. Elín und ihre Schwester Kristin engagierten sich für die Gründung der ersten Mädchenschule im Norden Islands, die 1877 in der Skagafjarðarsýsla eröffnet wurde.
Nachdem Elín mehrere Jahre an der Schule am Skagafjörður unterrichtet hatte, ging sie 1881 nach Dänemark, um sich an der N. Zahles Skole in Kopenhagen offiziell zur Lehrerin ausbilden zu lassen. Nach ihrem Abschluss 1883 kehrte sie nach Island zurück, um die Leitung der auf ihre Initiative hin gegründeten Hauswirtschaftsschule in Ytri-Ey zu übernehmen, der ersten dieser Art in Island. Sie blieb dort bis 1895, zunächst mit 20 Schülerinnen, aber die Zahl wuchs schnell und zog Mädchen aus dem ganzen Land an. Neben der Direktorin unterrichteten zwei weitere Lehrerinnen. Die Unterrichtsfächer waren Schreiben, Rechnen, Geografie, Dänisch, Englisch, Geschichte und Kochen.
Am 1. Juni 1895 heiratete Elín den Bauern Sæmund Eyjólfsson, der Theologie studiert hatte und sich ebenfalls als Autor betätigte. Sie zogen zusammen nach Reykjavik, wo Sæmund nach einem knappen Jahr starb. Nach seinem Tod ging sie zurück an ihre ehemalige Schule in Sauðárkrókur. Dort traf sie einen Jugendfreund, den Kaufmann Stefán Jónsson. Die beiden heirateten im Mai 1903. Im Jahr 1907 überlebten die Eheleute den Untergang des Schiffs Kong Trygve vor der Insel Langanes. Drei Jahre später starb Stefán. 1912 übernahm Elín erneut das Amt der Schulleiterin, musste sich aber 1915 aus gesundheitlichen Gründen aus dem Beruf zurückziehen. Den Rest ihres Lebens verbrachte sie in Reykjavík, wo sie 1937 starb. Sie hatte keine leiblichen Kinder, aber einen Pflegesohn.
Elín verfasste das Kochbuch Kvennafræðarinn, das erstmals 1888 veröffentlicht wurde. Die 3000 Exemplare der ersten Auflage waren bald vergriffen, was zu drei weiteren Auflagen in den Jahren 1891, 1904 und 1911 führte. Drei Viertel des Buches bestanden aus Rezepten, aber es enthielt auch Ratschläge für Hausfrauen zu Ernährung, Hygiene, Reinigung und Wirtschaft. Dadurch hatte das Buch einen erheblichen Einfluss auf die isländische Küche und Haushaltsführung. Das Buch gilt als eines der verbreitetsten und meistgelesenen in Island veröffentlichten Bücher. Ihr Leben lang engagierte sich Elín für Verbesserungen in den Bereichen Bildung, Haushaltsführung und gesunde Lebensweise in Island. Für ihre Leistungen wurde sie 1921 mit dem Ritterkreuz des Falkenordens ausgezeichnet, als eine von zwei ersten bürgerlichen Frauen. Sie starb am 4. Dezember 1937 im Alter von 81 Jahren in Reykjavik.